# Barraca de l'Eucaliptus
La Barraca de l'Eucaliptus és una barraca del municipi d'Amposta (Montsià) inclosa en l'Inventari del Patrimoni Arquitectònic de Catalunya.

## Descripció
És un edifici aïllat, al costat del desguàs del port. Té una planta rectangular, amb una alçada aproximada de 2,5 m. Les parets estan fetes amb canya, boga, sorra, sac al damunt, i arrebossades i emblanquinades després per donar-hi consistència. El sostre té una carena reforçada feta de canya i fang. La porta es troba en un flanc, no gaire centrada, amb una finestra a cada costat. El fumeral, fet d'obra, sobresurt del mur, i es troba a la part posterior de la barraca.

## Història
Es tracta d'un edifici preparat com a habitatge. De tipologia constructiva tradicional està relacionat amb un tipus d'edificació més estès al País Valencià. El tipus arquitectònic de la barraca prové, possiblement, del món ibèric, si bé fins al s. XV no n'apareix documentació gràfica (retrat de Santa Rosa atribuït al Mestre de Cabanes).
Aquestes edificacions s'emmarquen dins la mena d'habitatge dispers rural del mediterrani que té unes característiques ben definides: planta baixa, dissociació de l'espai domèstic (interior: lloc de refugi/exterior: treball), no cohabitació amb les bèsties de treball. La seva evolució ve donada per la solució constructiva de murs i cobertes, i per l'estructuració interna.